# السرف (الشغادرة)

تعديل مصدري - تعديل

السرف هي إحدى قرى عزلة جبل الشغادرة بمديرية الشغادرة التابعة لمحافظة حجة، بلغ تعداد سكانها 437 نسمة حسب تعداد اليمن لعام 2004.